# Crack the Shutters
Crack the Shutters è un singolo del gruppo musicale scozzese Snow Patrol, pubblicato nel 2008 ed estratto dall'album A Hundred Million Suns.

## Video musicale
Il video musicale è stato diretto da Kevin Godley.

## Tracce
- CD (UK)

1. Crack the Shutters – 3:20
2. Cubicles – 3:11

- CD (Europa)

1. Crack the Shutters – 3:20
2. Cubicles – 3:11
3. Crack the Shutters (Haunts Remix) – 5:01
4. Crack the Shutters (Kid Glove Remix) – 4:16
5. Take Back the City (Video)

- 7" (Vinile)

1. Crack the Shutters – 3:20
2. One Day Like This (Live) – 5:03

## Formazione
- Gary Lightbody – voce, chitarra, cori
- Nathan Connolly – chitarra, cori
- Paul Wilson – basso, cori
- Jonny Quinn – batteria
- Tom Simpson – tastiera